# 基爾哈肯錫彭河
51°27′1.03″N 8°32′21.64″E / 51.4502861°N 8.5393444°E
基爾哈肯錫彭河（德語：Kielhackensiepen），是德國的河流，位於該國西部，處於北萊茵-威斯特法倫州，屬於默訥河的右支流，河道全長0.9公里，流域面積0.3平方公里。